# Low Pin Count
Low Pin Count (LPC) ist ein Bus in PC-Systemen. 
Er kann softwaremäßig wie ein ISA-Bus angesprochen werden. Deshalb wird auch von serialisiertem ISA gesprochen. Hardwaremäßig handelt es sich jedoch um einen 4 Bit breiten Bus, der keine Ähnlichkeiten zu ISA hat; der Inhalt der 24 ISA-Adressleitungen sowie der 16 Datenleitungen nebst diversen Steuerleitungen wird bei LPC über eine 4 Bit breiten Bus als ein Datenpaket übermittelt. Durch den seriellen Aufbau werden im Vergleich zum parallelen ISA-Bus viele Leiterbahnen eingespart.

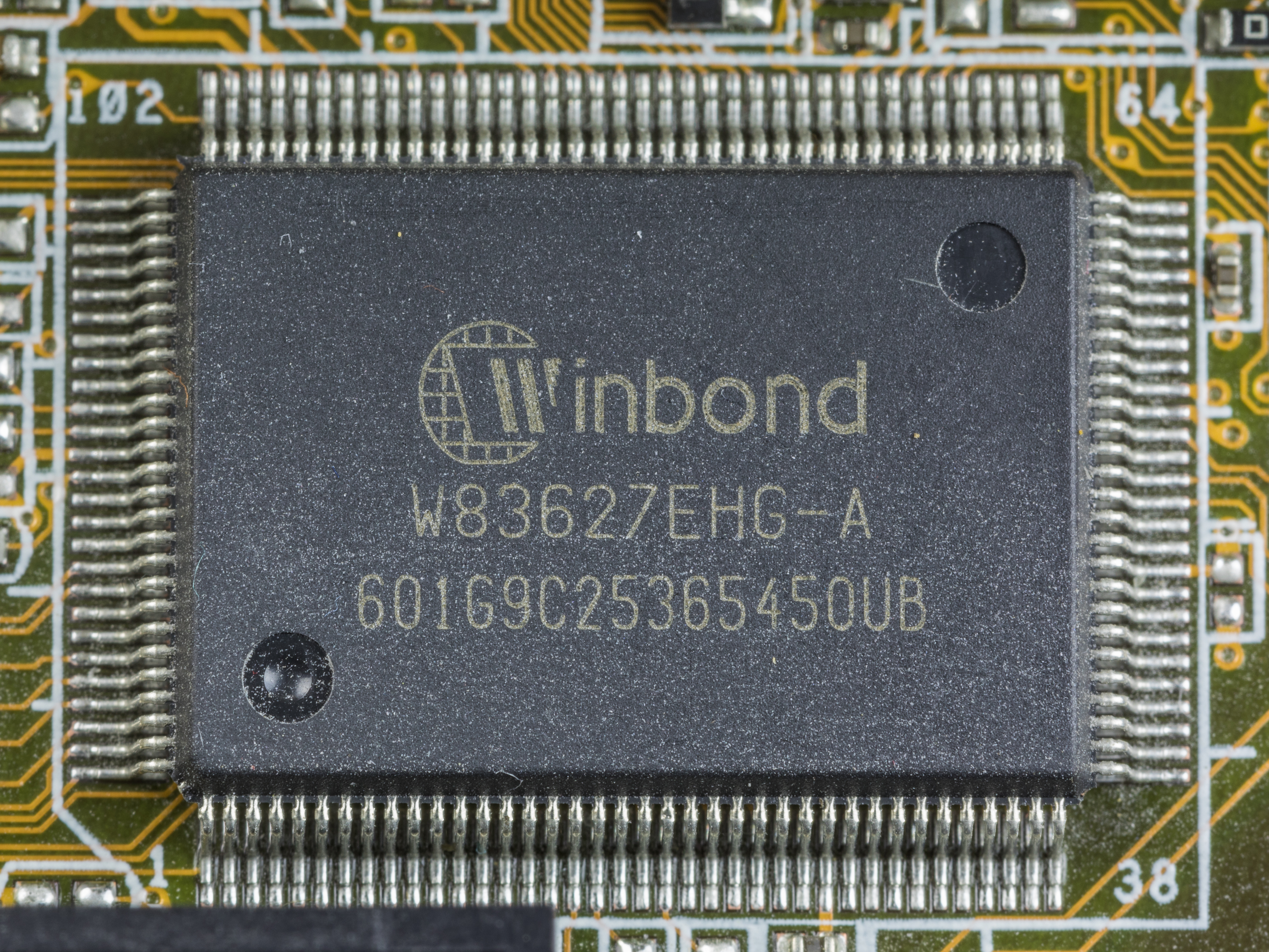
LPC-Schnittstellenbaustein Winbond W83627EHG-A auf einem Motherboard

LPC dient dazu, langsame und althergebrachte Hardwarekomponenten in einer Weise mit der CPU zu verbinden, die die Verwendung alter Betriebssysteme aus der ISA-Ära (wie MS-DOS) erlaubt und die Bootphase neuerer Betriebssysteme unterstützt. Diese Komponenten sind im Wesentlichen das BIOS-ROM, die Echtzeituhr, die klassischen Intervall-Timer und Interrupt- und DMA-Controller, die PS/2-Tastatur und ihr Controller, die PS/2-Maus, der Systemlautsprecher, der Floppy-Disk-Controller, einfache Onboard-Soundkarten, wie etwa AC’97, sowie klassische serielle und parallele Schnittstellen.
Da alle diese Komponenten in modernen Hauptplatinen bereits eingebaut sind, wird der LPC-Bus nur auf der Hauptplatine selbst verwendet und mit Ausnahme des TPM-Steckplatzes nicht in Steckplätzen herausgeführt.
LPC und ISA enthalten einige Steuersignale, die dem PCI- und PCI-Express-Bus fehlen; daher kann beispielsweise ein nur noch historisch bedeutender Standard-Floppy-Disk-Controller prinzipiell nicht als PCI-Steckkarte ausgeführt werden, sondern muss direkt auf der Hauptplatine über LPC angebunden werden.